# GlTF
glTF (GL Transmission Format) es un formato de archivo para escenas y modelos 3D basado en el estándar JSON. Es descrito por sus creadores como el "JPEG de 3D". Es un formato ideado para la distribución eficiente e interoperable de escenas 3D que comprime el tamaño de escenas y modelos 3D, minimizando el procesamiento en tiempo de ejecución en aplicaciones que usan WebGL y otras API.

## Ecosistema de Software
Varios motores de renderización de código abierto soportan el formato glTF incluyendo Three.js, BabylonJS, Cesium, PEX, xeogl y A-Frame. Existen varias herramientas que permiten exportar a glTF archivos de tipo COLLADA, FBX, OBJ y PCD. También existe un exportador de Blender a glTF
Las bibliotecas de utilidades glTF  están disponibles para lenguajes de programación que incluyen JavaScript, Node.js, C ++, C #, Java, Go, Rust, Haxe, Ada y TypeScript. De manera complementaria se ofrece un validador para verificar si los modelos 3D se ajustan a la especificación glTF.
Un directorio del ecosistema es mantenido por el grupo Khronos en la plataforma de Github.

## Versiones
La especificación cuenta con dos versiones
- glTF 1.0: Anunciada el 19 de octubre de 2015.
- glTF 2.0: Anunciada el 3 de marzo de 2017